# DRAMA (TOMORROW X TOGETHERの曲)
「DRAMA」（ドラマ）は、韓国の5人組男性アイドルグループTOMORROW X TOGETHERの楽曲である。2020年8月19日にVirgin Musicより日本での2枚目のシングルとしてリリースされた。

## 背景
シングル『DRAMA』には、同年5月18日に韓国でリリースされた『THE DREAM CHAPTER: ETERNITY』の収録曲「Drama」「Can't You See Me?」の日本語バージョンと、初の日本オリジナル曲となる「永遠に光れ（Everlasting Shine）」が収録されており、1月にリリースされた「MAGIC HOUR」から約7か月ぶりとなるシングル第2弾となる。

## 音楽性

### 永遠に光れ (Everlasting Shine)
「永遠に光れ (Everlasting Shine)」は、テレビ東京系アニメ『ブラッククローバー』のオープニング曲として採用された。何度も何度も壁を乗り越えて、宝石のように"永遠に光れ"というメッセージが込められた楽曲で、「夢に向かってあきらめない」をテーマにした同アニメを連想させる歌詞が書かれている。

## プロモーション
6月24日、約7か月ぶりとなるシングル第2弾のリリースが発表され、同日よりCDの予約受付もスタートした。
6月30日、ジャケット写真が公開された。それぞれ“バレーボール部”をコンセプトにした学生スタイルの異なる写真が用いられている。
7月29日、「DRAMA」のスポット映像が公開され、8月7日18時に「Drama [Japanese Ver.]」の先行配信がスタートすることが発表された。
8月31日・9月1日・9月3日・9月4日の4日間、メンバー個別オンライン電話イベント『MOAとDRAMA』が開催された。
9月1日から、「永遠に光れ (Everlasting Shine)」がテレビ東京系アニメ『ブラッククローバー』のオープニングテーマとして採用された。
9月5日、発売記念オンライントークイベント『DRAMA』が開催された。
9月6日、無観客生中継ライブ 『TOMORROW X TOGETHER SPECIAL LIVE: DRAMA』が開催され、WOWOWで放送された。

### パフォーマンス
8月10日のTBS系列『CDTVライブ!ライブ!』、翌日の日本テレビ系列『スッキリ』、21日の日本テレビ系列『バズリズム02』では、「Drama [Japanese Ver.]」を披露した。
8月16日のフジテレビ系列『Love Music』、21日のテレビ朝日系列『ミュージックステーション』では、「Can't You See Me? (世界が燃えてしまった夜、僕たちは...) [Japanese Ver.]」を披露した。

## チャート
8月7日に先行配信された「Drama [Japanese Ver.]」は、LINE MUSICのリアルタイムソングTOP100ランキング（8月8日付）とBGM＆着うたTOP100ランキングにて1位（8月11日付）を獲得した。また、オリコンチャートの週間シングルランキングでも3位（8月31日付）を獲得した。9月10日、日本レコード協会によって2020年8月度ゴールド認定を受けたことが発表された。
また、「永遠に光れ（Everlasting Shine）」が、テレビアニメ「ブラッククローバー」の新オープニングテーマに起用されたということもあり、オリコンの週間アニメシングルランキング（8月31日付）、週間アニメ合算シングルランキング（8月31日付）、月間アニメシングルランキング（8月付）でそれぞれ1位を獲得した。

## 収録曲
| #         | タイトル                                                                                 | 作詞・作曲                                                                                                   | 編曲        | プロデューサー            | 時間  |
| --------- | ---------------------------------------------------------------------------------------- | --- | ----------- | ------------------------- | ----- |
| 1.        | 「Drama [Japanese Ver.]」                                                                | Supreme Boi, Jake Torry, Noah Conrad, Roland "Rollo" Spreckley, EL CAPITXN                                   | Pdogg       | Noah Conrad               | 3:31  |
| 2.        | 「永遠に光れ (Everlasting Shine)」(テレビアニメ『ブラッククローバー』オープニングテーマ) | Yohei（作詞）, UTA（作曲）                                                                                   | Slow Rabbit | UTA                       | 3:14  |
| 3.        | 「Can't You See Me? (世界が燃えてしまった夜、僕たちは...) [Japanese Ver.]」              | Slow Rabbit, "hitman" bang, Supreme Boi, Melanie Joy Fontana, Michel "Lindgren"Schulz, Eric Zayne, Naz Tokoi | Slow Rabbit | Slow Rabbit, "Hitman"Bang | 3:21  |
| 合計時間: | 合計時間:                                                                                | 合計時間: | 合計時間:   | 合計時間:                 | 10:06 |

| #         | タイトル                                          | 作詞  | 作曲・編曲 | 時間  |
| --------- | ------------------------------------------------- | ----- | ---------- | ----- |
| 1.        | 「Drama [Japanese Ver.]」(Music Video)            |       |            | 4:00  |
| 2.        | 「Drama [Japanese Ver.]」(Making of Music Video)) |       |            | 17:15 |
| 合計時間: | 合計時間:                                         | 21:15 |            |       |

## スタッフ

### 韓国
- "Hitman"Bang – エグゼクティブ・プロデューサー
- LEE HYEOK, HYUNG JU LIM – A&R（日本）
- KIM SEOYOUNG, AN INYONG, LEE ARAM, HUR YOUNGJI – 音楽プロデューサー
- NICOLE KIM, KIM BORAM, KIM JISU, SHIN DAYE, HIJU YANG, YOO HANKYUL, LEE JOOYOUNG, GIA LIM – A&R
- YANG GA, KIM JEEYEON, KIM CHORONG, PARK JINSE, JUNG WOOYOUNG – レコーディング・エンジニア
- NU KIM, LEE HYUN JU, KANG SUNG DO, JUNG SU JUNG, CHA YEON HWA – ビジュアル・クリエイティブ
- KIM SIN GYU, YANG JUNHYEONG, KIM JI SOO, OH GWANGTAEK – アーティスト・マネジメント
- Slow Rabbit – プロデューサー
- "Hitman"Bang – 共同プロデューサー
- KIM SEUNG WON – ヘアー
- HAN AH REUM – メイク
- KIM KYU NAM – スタイリスト
- Chris Gehringer – マスタリング・エンジニア

### 日本
- 永野陽三、今田城 – A&R
- SWEEP, JUNE – ボーカルディレクター
- SOOHYEON LEE – 翻訳
- MICHIYO GODA – アートワーク・コーディネーター

### Drama [Japanese Ver.]
- EL CAPITXN – 共同プロデューサー
- Noah Conrad, EL CAPITXN – キーボード、シンセサイザー
- YOUNG, CHOI HYUN JONG – ギター
- SOOBIN, TAEHYUN, YEONJUN, Jake Tarrey – バックグラウンド・ボーカル
- 藤林聖子 – 日本語詩
- EL CAPITXN – デジタル編曲
- JUNG WOOYOUNG, Pdogg, Slow Rabbit, KIM JEEYEON, Noah Conrad – レコーディング・エンジニア
- Yong Ga – ミックス・エンジニア

### 永遠に光れ (Everlasting Shine)
- UTA – キーボード、シンセサイザー、ギター
- Yohei – バックグラウンド・ボーカル
- Slow Rabbit – ボーカルアレンジ
- Slow Rabbit, UTA – デジタル編曲
- Slow Rabbit, Pdogg, UTA – レコーディング・エンジニア
- D.O.I. – ミックス・エンジニア

### Can't You See Me? (世界が燃えてしまった夜、僕たちは...) [Japanese Ver.]
- Slow Rabbit – キーボード、シンセサイザー、ボーカルアレンジ
- YOUNG – ギター
- Melanie Joy Fontana, HUENINGKAI, SOOBIN – バックグラウンド・ボーカル
- zopp – 日本語詩
- KIM CHORONG – デジタル編曲
- Slow Rabbit, JUNG WOOYOUNG, Michel "Lindgren"Schulz – レコーディング・エンジニア
- Phil Tan, Bill Zimmerman – ミックス・エンジニア